# Colurella gracilis
Colurella gracilis is een raderdiertjessoort uit de familie Lepadellidae. De wetenschappelijke naam van deze soort is voor het eerst geldig gepubliceerd in 1899 door Hilgendorf.